# Lucien Paye

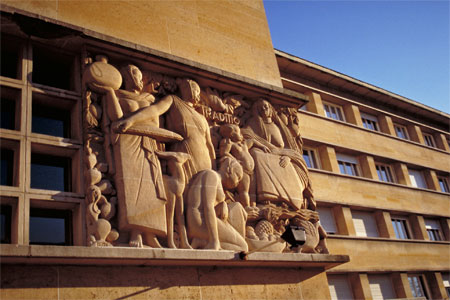
A "Residência Lucien Paye", na Cité Internationale Universitaire de Paris.

Lucien Paye (Vernoil-le-Fourrier, Maine-et-Loire, 28 de junho de 1907 – 25 de abril de 1972) foi um político e diplomata francês.
Foi ministro da educação de 20 de fevereido de 1961 a 15 de abril de 1962, no governo de  Michel Debré, e embaixador da França no Senegal em 1962. Foi o primeiro embaixador da França na República Popular da China, de 1964 a 1969. Liderou o Comité para a Reforma da  ORTF de 1968 a 1970 e foi o primeiro presidente do Tribunal de Contas da França de 1970 a 1972. 
O seu filho Jean-Claude Paye foi secretário-geral da OECD.
| Cargos políticos                | Cargos políticos                        | Cargos políticos            |
| ------------------------------- | --------------------------------------- | --------------------------- |
| Precedido por Pierre Guillaumat | Ministro da Educação (França) 1961–1962 | Sucedido por Pierre Sudreau |